# Marco Trentacoste
Marco Trentacoste (Milano, 4 agosto 1976) è un chitarrista, tastierista e produttore discografico italiano.

## I primi anni
Nel 1990, comincia a suonare la chitarra. Per un breve periodo prende lezioni da un maestro, ma poi decide di continuare da autodidatta. Nel 1991, fa la sua prima esperienza lavorativa come commesso in un negozio di strumenti musicali a Milano, il Mayland. Nel 1992, Trentacoste parte in tour come tecnico delle chitarre e stage manager per il gruppo Death SS e segue tutto il tour dell'album 'Heavy Demons'. Tra il 1992 e 1993, lavora anche come tecnico per alcuni audio services italiani (Bell Music Service, Milano Music Service) e come roadie per il gruppo Extrema durante il tour di 'Tension At The Seams'. 
Nel 1993, Trentacoste incomincia a lavorare come fonico dal vivo nel noto club milanese Rock Planet - locale, in cui si sono esibiti anche Jeff Buckley, Tiromancino, Negrita. Fino alla sua chiusura avvenuta nel maggio del 1995, Trentacoste rimane uno dei fonici del locale.
Nel 1995, Trentacoste incomincia la sua attività di fonico da studio presso i Malibù Studios di Milano e fino al 1997, rimane uno dei fonici fissi dello studio.

## Carriera

### V.M.18
Nel 1993, insieme all'ex-membro dei Death SS Andrea Bariselli, Trentacoste fonda e produce i V.M.18 (noto gruppo musicale milanese di rock alternativo).
Nel 1996, i V.M.18 escono con il primo omonimo album sotto etichetta Crime Squad/Flying Records (la stessa degli Articolo 31 e di molti altri artisti). Il gruppo, insieme a Trentacoste, suona in numerosi festival nazionali e internazionali e diventa un punto di riferimento della scena rock e metal del periodo. Tra il 1994 e il 1997, i V.M.18 condividono il palco con Emerson, Lake & Palmer, Litfiba, Clawfinger, Ritmo Tribale, Bluvertigo e nel 1996 suonano di supporto a Vasco Rossi, durante alcune tappe del tour di 'Nessun Pericolo Per Te'. Nell'estate del 1997, Trentacoste lascia il gruppo che a sua volta decide poi di non continuare.

### Deasonika
Nel 1997, Trentacoste registra una demo per i Deasonika. Dal 2000 in poi, decide di seguire più a fondo la band, partecipando alla scrittura di alcuni brani, producendo e curando i missaggi di tutti i quattro album realizzati dal gruppo. Nel 2001, dopo le registrazioni del primo album,'L'Uomo Del Secolo', Trentacoste entra a far parte della band come chitarrista / tastierista. Tra il 2002 e il 2007 i Deasonika, insieme a Trentacoste, fanno numerosi concerti e apparizioni televisive. Dopo l'uscita del secondo album 'Piccoli Dettagli Al Buio', i Deasonika suonano in apertura ad alcuni concerti di Placebo, Bloc Party e Belle and Sebastian e si esibiscono al Tora! Tora! festival (2004) e ad Arezzo Wave (2004). 
Nel 2006, Trentacoste partecipa con i Deasonika alla 56ª edizione del Festival di Sanremo con il brano Non dimentico più suonando il piano e la chitarra.
Nell'album Deasonika del 2006, il gruppo registra e firma la canzone 'Betrayal' insieme al leader dei Killing Joke Jaz Coleman. Trentacoste ne cura le registrazioni e la produzione.
Nel 2008, dopo la realizzazione di Tredicipose, Trentacoste lascia i Deasonika.

### Le Vibrazioni
Nel 2006, Trentacoste produce, cura i missaggi e le registrazioni dell'album certificato oro Officine meccaniche, comparendo come producer nel videoclip di Portami Via e, anche come chitarrista, nel video di Drammaturgia.
Nel 2008, Trentacoste produce e cura i missaggi del live DVD e cd En vivo che contiene l'inedito 'Insolita' (canzone anche colonna sonora del film Colpo d'occhio. Successivamente Trentacoste si unisce alla band come chitarrista/tastierista e partecipa ai loro concerti come quinto elemento per tutto il tour di En vivo 2008.
Nel 2009, Trentacoste produce, cura i missaggi e le registrazioni dell'album Le strade del tempo, che viene anticipato dall'uscita del singolo Respiro.
Nell'estate del 2010, Trentacoste produce e cura i missaggi del singolo 'Invocazioni Al Cielo', canzone colonna sonora dei "Mondiali 2010" andati in onda su Sky Italia.

### Lacuna Coil
Nel 2008, Trentacoste cura i missaggi del DVD e cd live Visual Karma del gruppo Lacuna Coil.

### Giusy Ferreri
Nel 2010, Trentacoste collabora con Giusy Ferreri producendo e mixando vari brani tratti dall'album Il mio universo. 
Nel 2011, Trentacoste, in veste di chitarrista, accompagna la Ferreri sul palco della 61ª edizione del Festival di Sanremo e presentano il brano 'Il mare immenso'.
Nel 2011, Trentacoste segue Giusy Ferreri ne "Il mio universo tour" come chitarrista e produttore musicale.
Nell'estate 2011 esce il singolo, 'Piccoli dettagli' (prodotto da Trentacoste) e si aggiudica il 1º posto delle Mtv summer hits 2011.

### KMFDM
Nel 2016, Trentacoste collabora con la band industrial KMFDM curando tutti i missaggi dell'album 'Rocks: Milestones Reloaded'. 
Trentacoste produce anche due remix per il gruppo:'Amnesia - Marco Trentacoste Remix' e 'A Drug Against War - Marco Trentacoste Remix'. Trentacoste suona chitarra e synth nelle tracce 'Amnesia', 'A Drug Against War - Marco Trentacoste Remix', 'Free Your Hate', 'Amnesia - Marco Trentacoste Remix'.

### Xie Tian Xiao (谢天笑)
Nel 2017, Trentacoste produce, cura i missaggi e le registrazioni dell'album 'Na Bu Shi Wo' (那不是我) 'That's not me'  dell'artista rock cinese Xie Tian Xiao (谢天笑). 
Nel 2018, con l'album "That's not me" (那不是我) dell'artista Xie Tian Xiao (谢天笑), Trentacoste entra nelle nominations dei 28th Golden Melody Awards (金曲獎) di Taiwan, nella categoria "Best Vocal Recording Album" come produttore e mixer engineer.
Nel dicembre del 2018, Xie Tian Xiao (谢天笑) con l'album 'That’s not me' (那不是我) prodotto, registrato e mixato da Trentacoste, riceve un "Golden Melody Award" come 'Miglior Artista Cinese Rock del 2018'.

## Altre attività e collaborazioni

### Anni 90
Nel 1992, Trentacoste lavora come tecnico delle chitarre e stage manager per il gruppo Death SS durante il tour di 'Heavy Demons'.
Tra 1992 e il 1993, Trentacoste lavora come tecnico delle chitarre per il gruppo Extrema durante il tour di 'Tension At The Seams'.
Nel 1993, Trentacoste entra a far parte del gruppo metal Abnegate.
Nel 1994, Trentacoste con gli Abnegate registra come chitarrista l'album 'Insane Souls'.
Nel 1995, Trentacoste registra la prima demo del gruppo 'Sleep Of Right' che qualche mese dopo cambierà nome in Lacuna Coil.
Tra il 1995 e il 1997, Trentacoste segue come fonico live alcuni concerti dei Karma, dei Sadist, e degli Extrema.
Nel 1996, Trentacoste non fa più parte del gruppo degli Abnegate ma continua come produttore curando le registrazioni e i missaggi dell'album 'New Kernel'.
Nel 1997, Trentacoste suona con Paolo Martella, nel 'Dove Mi hai Portato? Tour'.
Nel 1997, Trentacoste produce e cura le registrazioni e i missaggi dell'album 'Mad in Italy' del gruppo Madbones.
Nel 1997, Trentacoste produce il remix della canzone 'Come Noi" dell'artista Pino Scotto.
Nel 1998, Trentacoste insieme al team Clockwork produce alcuni remix per Bluvertigo, Soerba.
Nel 1998, Trentacoste partecipa alla pre-produzione dell'album 'Bahamas" del gruppo Ritmo Tribale.
Tra 1998 e il 1999, Trentacoste suona la chitarra e le tastiere con i Delta V per una parte del tour dell'album 'Spazio'.
Nel 1999, Trentacoste suona la chitarra e scrive alcuni brani contenuti nell'album 'Più Simile A Me' di Paolo Martella.
Nel 1999, Trentacoste produce e registra l'album 'Silence' dei PWR.

### Anni 2000
Nel 2000, Trentacoste suona con i Delta V nel tour dell'album 'Psycho Beat'.
Nel 2001, Trentacoste suona le chitarre in alcuni brani dell'album 'Monaco '74' del gruppo Delta V.
Nel 2001, Trentacoste produce, cura i missaggi e le registrazioni dell'album 'Sotto La Superficie' dei 'Magazzini Della Comunicazione'.
Nel 2002, Trentacoste segue i Delta V come fonico live nel tour di 'Monaco '74'.
Nel 2003, Trentacoste apre la società editoriale Red Vision.
Nel 2003, Trentacoste produce, cura i missaggi e le registrazioni l'album 'Dentro' dei Malfunk, band capitanata da Marco Cocci.
Nel 2003, Trentacoste produce, cura i missaggi e le registrazioni di alcune delle canzoni dell'album omonimo della band File.
Nel 2004, Trentacoste cura i missaggi e le registrazioni dell'album 'Diaboliko' del gruppo Moravagine.
Tra il 2004 e il 2007, Trentacoste fa parte del progetto Rezophonic e insieme a Mario Riso produce l'omonimo album. Il progetto, in collaborazione con Amref, vede la presenza di oltre settanta musicisti e ha come obiettivo la costruzione di pozzi d'acqua nel Kajado, in Africa. Grazie al progetto, tra il 2006 e il 2011 sono stati realizzati 120 pozzi, 3 scuole e 12 cisterne per la raccolta d'acqua piovana.
Tra il 2004 e il 2007, Trentacoste produce, cura i missaggi e le registrazioni per il gruppo Emoglobe e ne realizza l'omonimo album.
Nel 2005, Trentacoste produce, cura i missaggi e le registrazioni dell'album 'Kuore Ribelle' del gruppo FFD.
Nel 2008, Trentacoste appare come 'guest guitarist' nello video 'Drammaturgia' del gruppo Le Vibrazioni. Nel video ci sono anche i cameo di Paolo Bonolis, Riccardo Scamarcio e Sabrina Impacciatore.
Nel 2008, Trentacoste suona come ospite della cantante L'Aura insieme ai Rezophonic alla 58ª edizione del Festival di Sanremo.
Nel 2009, Trentacoste cura i missaggi e le registrazioni dell''Ep 2009' del gruppo Octopus (progetto parallelo del bassista del gruppo Le Vibrazioni Marco Castellani).

### Dal 2010 al 2015
Nel 2010, Trentacoste cura i missaggi e le registrazioni del singolo dei Cavour 'Fenomeni'.
Nel 2010, Trentacoste produce, cura i missaggi e le registrazioni dell'album 'Mallory' del gruppo Mallory Switch.
Nel 2010, Trentacoste produce, cura i missaggi e le registrazioni del brano 'Tra l'amore e il male' di 'Nevruz'. Con il brano, il cantante si classifica al secondo posto nella quarta edizione di X Factor Italia 2010.
Nel 2010, Trentacoste produce, cura i missaggi e le registrazioni dell'album 'Due' del gruppo crossover This Grace.
Nel 2011, Trentacoste cura insieme a Roy Paci la produzione dell'album di debutto 'See You Downtown' dei See You Downtown.
Nel 2011, Trentacoste collabora con i Fluon (progetto di Andy dei Bluvertigo con Pat Mastelotto dei King Crimson alla batteria), curando i missaggi del primo singolo 'Naked'.
Nel 2011, Trentacoste cura i missaggi dell'album 'Sola Cammino' di Grazia Negro.
Nel 2012, Trentacoste collabora come ingegnere del suono alle registrazioni dell'album 'Noi' di Eros Ramazzotti. Trentacoste registra le batterie di Josh Freese (Nine Inch Nails, A Perfect Circle, Guns N' Roses), i bassi di Paolo Costa e l'intera orchestra d'archi.
Nel 2012, Trentacoste cura i missaggi dell'album 'Antifa Riot' degli FFD. L'anno dopo firma e realizza insieme al produttore Michele Canova Iorfida parte del trailer del film diretto da Nick Cave, Lawless, e cura e registra i missaggi e le registrazioni dell'album dei Corleone, Blaccahenze. Sempre nel 2013 cura i missaggi del singolo di Roy Paci & Aretuska Fino alla fine del mondo e dell'omonimo album dei Neracruz.
Nel 2013, Trentacoste suona la chitarra nel brano 'Amalfi', singolo del gruppo belga Hooverphonic.
Nel 2013, Trentacoste produce e suona nel remix 'This is Our Revoltion' della band di Los Angeles Living Dead Lights.
Nel 2014, Trentacoste produce, cura i missaggi e le registrazioni del primo Ep 'Colour' della band palermitana Hysterical Sublime.
Nel 2014, Trentacoste produce e firma il remix del brano 'Along with you - Trentacoste Remix' dei Dope Stars Inc..
Nel 2014, Trentacoste produce e firma il remix del brano 'Babi Yar - Trentacoste Remix' degli Adam Carpet.
Nel 2014, Trentacoste insieme all'amico DJ Aladyn forma il progetto The Spooky Scientists[3] e reinterpretano 'Insight' dei Joy Division insieme a Mog, leader degli Emoglobe.
Nel 2014, Trentacoste cura i missaggi del primo album 'Dove Andrai' del gruppo I Paradisi.

### Dal 2015 ad oggi
Nel 2015, Trentacoste cura il missaggio del singolo del primo album da solista del cantante Victor Love, 'Bitchcraft'.
Nel 2016, Trentacoste, insieme a Lorenzo Calzavara, firma e realizza parte della musica contenuta nel corto della campagna pubblicitaria 'The Dyneema Project'.
Nel 2017, Trentacoste produce alcune canzoni per 'I Giardini di Chernobyl'.
Nel 2018, Xie Tian Xiao (谢天笑) riceve un Golden Melody Award come 'Miglior Artista Cinese Rock del 2018' con l'album 'That’s not me' (那不是我) prodotto, registrato e mixato da Trentacoste.

## Altro
Trentacoste suona la chitarra e i sintetizzatori nella maggior parte dei dischi che produce.

## Vita privata
Nel 2018 Trentacoste si è trasferito da Milano a Londra, nel Regno Unito.

## Discografia
Xie Tian Xiao (谢天笑)
- Na Bu Shi Wo (那不是我) (Modern Sky) (2017)

KMFDM
- Rocks - Milestones Reloaded (EarMusic) (2016)

Lacuna Coil
- Visual Karma (Body, Mind and Soul)  (DVD Live) - (Century Media) (2008)

Le Vibrazioni
- Officine meccaniche - (Sony Music) (2006)
- En vivo - (Sony Music) (2008)
- Le strade del tempo - (Sony Music) (2010)
- Come far nascere un fiore "The best of Le Vibrazioni" - (Sony Music) (2011)

Deasonika
- L'uomo del secolo - (Edel Italia) (2001)
- Il Giorno Della Mia Sana Follia - (Edel Italia) (2004)
- Piccoli dettagli al buio - (Edel Italia) (2004)
- Deasonika - (Edel Italia) (2006)
- Tredicipose - (Edel Italia) (2008)

Giusy Ferreri
- Il mio universo (Rca - Sony Music) (2011)
- Hits (Giusy Ferreri) (Rca - Sony Music) (2011)

Eros Ramazzotti
- Noi (Universal Music) (2012)

Rezophonic
- Rezophonic - (Sugarmusic) (2006)

Delta V
- Marta ha fatto un sogno (Clockwork Remix) - (Sony Music) (2000)
- Monaco '74 - (Bmg/Ricordi) (2001)
- Le cose cambiano - (Bmg/Ricordi)

Paolo Martella
- Dove mi hai portato? - (Epic Sony Music) (1997)
- Più simile a me - (Epic Sony Music) (1999)

Bluvertigo
- Altre forme di vita (Clockwork Remix) - (Sony Music) (1998)

Soerba
- I am Happy (Clockwork Remix) - (Polygram) (1998)

V.M.18 (gruppo musicale)
- 'V.M.18' - (Crime Squad/Flying Records) (1996)